# Paula Ortiz
Pour les articles homonymes, voir Ortiz.
Paula Ortiz est une réalisatrice, scénariste et productrice espagnole, née le 8 janvier 1979 à Saragosse, en Espagne.

## Biographie
Paula Ortiz obtient la licence de philologie hispanique (2002) à l'université de Saragosse puis le master en écriture pour le cinéma et la télévision de l'Université Autonome de Barcelone (2003). Elle bénéficie d'une bourse FPU du Ministère de l'éducation (2004-2008), travaillant comme enseignante-chercheuse à l'espace d'études de ciné et autres médias audiovisuels du Département d'histoire de l'art de l'université de Saragosse. Elle y soutient sa thèse doctorale, intitulée El guión cinematográfico : actualización de sus bases teóricas y prácticas, sous la direction d'Agustín Sánchez Vidal, le 31 janvier 2011.
Elle se forme dans la direction de cinéma au Graduate Department du Film et de la Télévision de la Tisch School of the Arts à l'université de New York (NYU) et complète ses études à l'UCLA, Los Angeles, principal centre de formation cinématographique de Californie.
Elle est élève à l'atelier du cinéaste Bigas Luna.
Après plusieurs courts métrages, Paula Ortiz réalise son premier long métrage, Chrysalis, sorti en 2011. Ce film, célébré par le public, lui permet d'être nommée à deux reprises aux Prix Goya. En 2015, elle sort son deuxième long métrage, La novia,,, qui s'inspire de la pièce Noces de sang de Federico García Lorca. Elle est à nouveau nommée aux Prix Goya pour ce film, qui recueille 12 nominations.
En 2024, elle réalise le biopic La Vierge rouge, inspiré d'une affaire judiciaire célèbre sous la République espagnole : l'assassinat de la jeune Hildegart Rodríguez Carballeira, cousine du pianiste Pepito Arriola, par sa mère Aurora en 1933. Elle est nommée dans la catégorie Prix du meilleur réalisateur à la 39e cérémonie des Goyas pour ce film.

## Filmographie

### Longs métrages
- 2011 : Chrysalis (De tu ventana a la mía)[12].
- 2015 : La novia[13]
- 2023 : Teresa
- 2024: La Vierge rouge (Hildegart)[14]

### Courts métrages
- Para contar una historia en cinco minutos, 2001. Prix du meilleur Opéra Prima du Festival de Cinéma de Fuentes de Ebro (SCIFE)
- Saldría a pasear todas las noches. Declaración de Katerina, 2002. Adaptation d'un conte de Bernardo Atxaga.
- El rostro de Ido, 2003[12].
- Fotos de familia, 2005[12].
- El hueco de Tristán Boj, 2008[12].

## Prix et Distinctions
- Festival de Valladolid 2011 : meilleure nouvelle réalisatrice pour De tu ventana a la mía[15].
- Goyas 2012 : nominations comme meilleure nouvelle réalisatrice et meilleure chanson originale pour De tu ventana a la mía.
- Goyas 2016 : nominations comme meilleure réalisatrice et meilleur scénario d'adaptation pour La novia[1].